# Charaxes khimalara
Charaxes khimalara är en fjärilsart som beskrevs av Butler 1872. Charaxes khimalara ingår i släktet Charaxes och familjen praktfjärilar. Inga underarter finns listade i Catalogue of Life.